# ティム・アームストロング
ティム・アームストロング (Tim Armstrong、1966年11月25日 - ）は、パンク・ロックバンド『ランシド』のボーカル兼ギタリスト。本名は、ティモシー・ロックウッド・アームストロング (Timothy Lockwood Armstrong)。アメリカ合衆国カリフォルニア州オールバニで生まれ、労働者階級集落で少年時代を過ごした。
デビュー当時はモヒカン刈りだったが、しばらくしてからはスキンヘッドになる。現在はニットやハットを頭に纏っている為、基本的に頭皮を見せる事は無い。利き手は左手。左手の人差し指にP、中指にU、薬指にN、小指にX、「PUNX（パンクス）」と刺青を彫っている。腕には刺青（TATTOO）「Brody」の文字が刻まれていたが、ミスター・カートゥーンが骸骨でカヴァーアップした。
ブルージーでしゃがれた声を持ち、ランシドはストレートな歌声を持つラーズ・フレデリクセンとのツイン・ボーカルバンドである。

## 経歴
1987年に、マット・フリーマンと共にオペレーション・アイヴィーを結成（オペレーション・アイヴィーでは『リント』（LINT）という名前で活躍していた）。
サンフランシスコにあるパンク・ロック・シーンの聖地ギルマン・ストリートで活動していたが、わずか3年でバンドは解散する。解散後ティム・アームストロングはしばらくの間アルコールとドラッグに溺れる日々が続いたが、親友であるマット・フリーマンによって救われた。
1991年には、当時ルームメイトであったブレッド・リードとともに、ランシドを結成。1992年にルックアウト・レコードからシングルEPをリリースした。
その後にアメリカのパンクの名門レーベルであるエピタフレコードから1stアルバム『ランシド - Rancid - 』をリリースする。また、バッド・レリジョンが出した「Stranger Than Fiction」で「Television」という曲でバックコーラスを務めた。
その後、同じレーベルに所属するthe distillersの女性ボーカリストのBrody Dalle(“ブロディ・ダリー”
ではなく、“ブロディ・ドール”と読む。）と結婚。
しかしながら、ランシド『Indestructible』のレコーディング中にブロディー・アームストロングから電話で離婚を告げられてしまう。（ブロディーはその後、クイーン・オブ・ザ・ストーン・エイジのジョシュ・オムと婚約）
2002年には、ブリンク182のトラヴィス・バーカーらとともに、サブプロジェクト「トランスプランツ」(Transplants) を結成する。デジタルサウンドやクラシック等を取り入れたサウンドのアルバムを完成させた。

## Tim and Brody
ティムとブロディの出会いは、ブロディが17歳の時で、彼女はティムに一目惚れ、彼らはすぐ恋に落ちた。
翌年ロサンゼルスに移り住み,その翌年に結婚した。
2007年5月23日に初のソロアルバム『Poet's Life』を発売。